# Tolbo
Tolbo (mongolisch Толбо сум, ᠰᠠᠭᠰᠠᠢ
 ᠰᠤᠮᠤ) ist ein Sum (Distrikt) des Aimag (Provinz) Bajan-Ölgii im Westen der Mongolei. Die Bevölkerung ist vornehmlich kasachisch. Die Einwohnerzahl beträgt 4.275 (Stand: Ende 2020). 2014 wurden 3.939 Einwohner gezählt und 2015 167.408 Nutztiere.

## Geographie
Tolbo ist ein Sum südöstlich des Zentrums des Aimag, etwa 76 km von Ölgii entfernt. Es erstreckt sich bis an die Grenze der Provinz im Osten. Im Süden grenzt es an Delüün, im Südwesten an Altai Sum, im Norden an Bujant, Ölgii und Altantsögts. Im Südosten grenzen die Sum Erdenebüren und Chowd Sum der Provinz Chowd. Die Landschaft des Sum ist geprägt von den Bergen und Hügeln des Altai. Chagan Sala Gol ist der bedeutendste Fluss im Distrikt. Wichtige landschaftliche Elemente sind die Seen Tolbo Nuur, Tal Nuur (Тал Нуур) und Dürüü Nuur (Дөрөө Нуур). Der Berg Sayr Uul ist meist ganzjährig schneebedeckt. Bedeutende Orte sind Buraatj (Бураать), Ach-Oi (Ах-Ой), Bortj (Борть), Maraa (Мараа), Tserwen (Цэрвэн) und Chydsyl (Хызыл).
| Bujant    | Ölgii                                       | Altantsögts               |
|           | Kompassrose, die auf Nachbargemeinden zeigt | Erdenebüren (Chowd-Aimag) |
| Altai Sum | Delüün                                      | Chowd Sum Chowd-Aimag     |

## Geschichte
Tolbo wurde von Kasachen besiedelt, die von der Nordseite des Altai-Gebirges einwanderten.
Der Salzsee Tolbo war Schauplatz der Schlacht am Tolbo Nuur (1921) im Russischen Bürgerkrieg, als Bolschewiki mit mongolischen Verbündeten eine Armee von Weißen Russen besiegten.